# パイロットストーリー
パイロットストーリー（PILOT STORY）は、2010年から株式会社テクノブレインより順次発売されたWindows対応のフライトシミュレーター作品である。通称・略称は「パイスト」である。

## 概要
飛行機の機体を操縦するフライトシムとしての要素に、それを操縦するパイロット達のストーリーの要素を取り入れたゲームとなっている。ストーリーモードでは操縦のプレイの自由度は高くなく、通過すべきポイントをうまく通過できなければ、即ゲームオーバーとなる。ただし、時刻や天候、スタート地点を決めて自由にプレイできるフリーフライトモードがある。
ぼくは航空管制官3と並行して発売されていることもあって、グラフィックエンジンにPegasusV Release2、サウンドエンジンに3DサウンドシステムSDW7を使用している。また、キーボード・マウス・ジョイスティックに対応している。

## シリーズ一覧

### 747クルーザーキャプテン
パイロットストーリー 747クルーザーキャプテンは東京国際空港を舞台にした作品である。
- 主人公は架空の民間航空会社スカイゲートエアラインズの機体「747-400」を操縦する副操縦士で、機長への昇格を目指し訓練するのがストーリーの軸となっている。ミッション（ストーリー）をクリアする他に、フリーフライトモードがある。SGAスポット,滑走路16L/16R/34R/04,KISARAZUからスタートできる。自由度が低いのが特徴。羽田のレーダー圏内のみの飛行となる。なお、このゲームの「747-400」は、ゲーム内オリジナルの「747-400T」を指す。
- 2010年6月3日発売
- 価格：5,800円（税込6,090円）
- 登場人物…建嶋友昭（主人公）・秋山（機長・教官）・武内美由紀（チーフパーサー）・山下（大学の後輩・ディスパッチャー）
- 5種類のミッション（ストーリー）がある。
- 初回限定版などはなし。
- スカイゲートエアラインズの機体番号は「JA8001T」。
- 公式製品紹介

### ブルーインパルス アクロスピリッツ
パイロットストーリー ブルーインパルス アクロスピリッツは航空自衛隊松島基地を舞台とした作品である。
- 主人公は航空自衛隊の隊員で、「ブルーT-4ドルフィン」を操縦するブルーインパルスへの入隊に関する出来事がストーリーの軸となっている。
- 初回限定版：2010年11月19日、通常版：2010年12月17日発売
- 価格：初回限定版6,800円（税込7,140円）、5,800円（税込6,090円）
- 初回特典：ブルーインパルスの実写映像のDVD「We are Blue Impulse」
- 登場人物…坂本翼（主人公・30歳・1等空尉）・大野雅之（40歳・2等空佐）・小谷睦子（30歳・2等空曹）
- 公式製品紹介

### 島の便利屋フジカワヘリサービス
パイロットストーリー 島の便利屋フジカワヘリサービス（-しまのべんりやふじかわへりさーびす）は架空の島のイゴール島を舞台とした作品である。
- 主人公はイゴール島の便利屋、フジカワヘリサービスの職員である。島民の手助けをしながらストーリーを進めていく。
- （通常）2011年5月20日発売。
- 価格（通常）：6,800円（税込7,140円）
- 登場人物：藤川（ヘリサービスの社長）・不二子（娘）・ハマダン（BELL407を購入した代理店紹介の整備士）
- ベル 407を運航する。
- 初回限定版は追加ステージ　ダウンロードヘリレース「イゴールグランプリ2011」が付く。
- 公式製品紹介

### 787インテリジェントコックピット
パイロットストーリー 787インテリジェントコックピットは東京国際空港と大阪国際空港を舞台とした作品である。
- 初回限定版：2011年10月21日、通常版：2011年11月18日発売
- 価格：初回限定版7,800円（税込価格8,190円）、通常版6,800円（税込価格7,140円）
- 登場人物：石橋哲也
- 公式製品紹介

### ランディング道場
パイロットストーリー ランディング道場（-らんでぃんぐどうじょう）は日本を中心とした世界各国の空港を舞台とした作品である。その名の通り、様々な航空機の着陸に特化したフライトシミュレーションである。
- 初回限定版：2012年3月22日、通常版：2012年4月20日発売
- 価格：初回限定版6,800円（税込価格7,140円）、通常版5,800円（税込価格6,090円）
- 公式製品紹介

### マジンガーＺホバーパイルダー
パイロットストーリー空想科学プロジェクト マジンガーＺホバーパイルダー（-くうそうかがくぷろじぇくとまじんがーぜっとほばーぱいるだー）は永井豪の漫画作品マジンガーZとのコラボレーション作品である。空想科学を実現するというプロジェクトの作品で、作中の乗り物であるホバーパイルダーを操縦する。
- 2012年6月7日発売
- 価格：3,800円（税込価格3,990円）
- 公式製品紹介

### ランディング道場Vol.2
パイロットストーリー ランディング道場Vol.2（-らんでぃんぐどうじょうぼりゅーむつー）は日本を中心とした世界各国の空港を舞台とした作品である。前作ランディング道場の続編であり、様々な航空機の着陸に特化したフライトシミュレーションである。空母などへの着陸も体験できる。
- 初回限定版：2012年8月18日、通常版：2012年9月21日発売
- 価格：初回限定版6,800円（税込価格7,140円）、通常版5,800円（税込価格6,090円）
- 公式製品紹介

### 747リアルオペレーション
パイロットストーリー 747リアルオペレーションは東京国際空港、新千歳空港、那覇空港を舞台とした作品である。
- 初回限定版：2013年5月30日、通常版：2013年6月21日発売
- 価格：初回限定版9,000円（税込9,450円）、通常版7,800円（税込8,190円）
- 初回特典：オリジナルパイロットグローブ
- 公式製品紹介

### ランディング道場Peachエディション
パイロットストーリー ランディング道場Peachエディション（-らんでぃんぐどうじょうぴーちえでぃしょん）はパイロットストーリー エアラインコラボプロジェクト第一弾としてPeachとコラボした作品である。全てではないとはいえその名の通り、Peachが就航している空港での着陸に特化したフライトシミュレーションである。
- 2023年8月1日発売
- 初回限定版はなし。初回生産版の特典はオリジナルデザインのCAスカーフキーホルダー。
- 価格：4,950円（税抜4,500円）
- 公式製品紹介

### ランディング道場BE A PILOT
パイロットストーリー ランディング道場 BE A PILOT（-らんでぃんぐどうじょうびーあぱいろっと）はパイロットストーリー エアラインコラボプロジェクト第二弾として公益社団法人 日本航空機操縦士協会（JAPA）が推進する「BE A PILOTプロジェクト」とコラボした作品である。JAPA監修の航空機の飛行特性と羽田の様々なシチュエーションがタッグを組んだ着陸に特化したフライトシミュレーションである。
- 2024年11月26日発売(予定)
- 通常価格 4,950円 (税抜4,500円)
- 学割価格(AirShop)及びJAPA会員価格(JAPASHOP) 3,465円（税抜3,150円）
- 公式製品紹介
- JAPAの公式製品紹介